# Арцана
Арцана (італ. Arzana, сард. Àrtzana) — муніципалітет в Італії, у регіоні Сардинія,  провінція Ольястра.
Арцана розташована на відстані близько 340 км на південний захід від Рима, 90 км на північний схід від Кальярі, 11 км на захід від Тортолі, 4 км на північ від Ланузеі.
Населення — 2476 осіб (2014).
Покровитель — святий Іван Хреститель.

## Демографія
Населення за роками:

Станом на 1 січня 2023 року в муніципалітеті офіційно проживали 22 іноземці з 9 країн, серед них 9 громадян країн Євросоюзу та 1 громадянин України.

## Сусідні муніципалітети
- Аритцо
- Дезуло
- Еліні
- Гаїро
- Ільбоно
- Єрцу
- Ланузеі
- Сеуї
- Сеуло
- Тортолі
- Віллагранде-Стризаїлі
- Віллапутцу